# 神木市
神木市（しんぼく-し）は中華人民共和国陝西省楡林市に位置する県級市。石炭の採掘が盛んなことで知られる。

## 行政区画
- 街道:浜河新区街道、西沙街道、麟州街道、迎賓路街道、永興街道、西溝街道
- 鎮:高家堡鎮、店塔鎮、孫家岔鎮、大柳塔鎮、花石崖鎮、中鶏鎮、賀家川鎮、爾林兎鎮、大保当鎮、万鎮、馬鎮、欄桿堡鎮、沙峁鎮、錦界鎮